# 14969 Willacather
14969 Willacather eller 1997 QC1 är en asteroid i huvudbältet som upptäcktes den 28 augusti 1997 av den amerikanske amatörastronomen Robert Linderholm vid Lime Creek-observatoriet. Den är uppkallade efter den amerikanska författarinnan Willa Cather.
Asteroiden har en diameter på ungefär 3 kilometer.